# Sweeney Todd

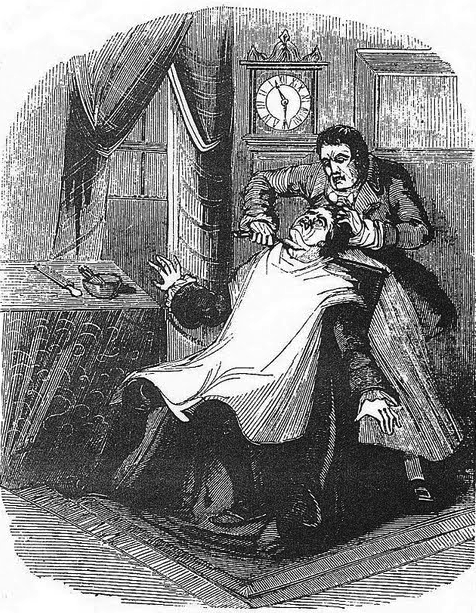
Sweeney Todd vermoordt een slachtoffer (The String of Pearls (1850)

Sweeney Todd is een personage dat halverwege de 19e eeuw opduikt in Britse tijdschriften. Of Sweeney Todd ook daadwerkelijk bestaan heeft, wordt door onderzoekers betwist.
Waarschijnlijk is het personage in de verte gebaseerd op historische figuren en als zodanig een broodjeaapverhaal.

## Achtergrond
Het verhaal van Sweeney Todd draait om een moordlustige barbier die zijn slachtoffers met het overhalen van een hendel achterover uit de kappersstoel laat vallen, waardoor ze hun nek of schedel breken. Indien de val niet effectief was, sneed hij hun de keel door met zijn scheermes. In andere versies van het verhaal doodt hij zijn slachtoffers meteen met het scheermes, waarna ze via een valluik in de kelder gedumpt worden. Todd steelt vervolgens de waardevolle bezittingen van de doden, waarna zijn trawant Mrs. Lovett  (in latere versies is zij Todd's vriendin) de lijken verwerkt tot vleestaarten, (meat pie) een traditionele Britse lekkernij.
Todd's kapperswinkel bevindt zich aan Fleet Street in Londen en is via een ondergrondse doorgang verbonden met de taartwinkel van Mrs. Lovett. In de meeste versies van het verhaal, hebben Lovett en Todd een onwetende wees (Tobias Ragg) in dienst om de vleestaarten aan de klanten op te dienen.

## Kunstzinnige inspiraties
Het verhaal van Sweeney Todd is sinds de negentiende eeuw een bekend voorbeeld van het melodramatische genre en inspireerde talloze  theatervoorstellingen, films en verhalen. Zo was Sweeney Todd in 1959 het onderwerp van een ballet door de Engelse componist Malcolm Arnold, en in 1979 van een bekroonde musical van Stephen Sondheim getiteld Sweeney Todd: The Demon Barber of Fleet Street. De meest recente verfilming van het verhaal van Sweeney Todd was in 2007 door Tim Burton met Johnny Depp als de moordlustige barbier en Helena Bonham Carter als Mrs. Lovett. Deze versie, eveneens getiteld Sweeney Todd: The Demon Barber of Fleet Street was gebaseerd op de musical uit 1979.
Op 5 september 2014 vond in Enschede de première plaats van de uitvoering van het stuk (in oorspronkelijk Engels), geproduceerd door de Nederlandse Reisopera, waarin Sanne Wallis de Vries een hoofdrol speelde.
Van 20 mei t/m 20 juni 2016 was de Nederlandse versie van de musical van Stephen Sondheim te zien in theater Het Zonnehuis in Amsterdam.